# Volkswagen Golf
Volkswagen Golf är en bilmodell från Volkswagen lanserad 1974 som årsmodell 1975. Den tillhör segment A.
Bilmodellen har efter lanseringen blivit en av världens mest tillverkade och därför har storlekssegmentet dit modellen hör i vissa länder kallats för Golfklassen. I USA brukar Golf (kallad VW Rabbit) sortera under den så kallade kompaktklassen.
Volkswagen hade länge litat till ”Bubblan” (Volkswagen Typ 1) men i början av 1970-talet var den föråldrad och behövde ersättas av en ny försäljningsframgång. Tidigare försök till en efterträdare hade varit tämligen misslyckade. Volkswagen Golf blev dock en efterlängtad succé och idag är den inne på sin 8:e generation. Den första generationen slutade tillverkas i Europa 1984, men i Sydafrika fortsatte produktionen av Golf Typ 1 fram till 2009 under namnet Volkswagen Citi Golf. Namnet Golf kommer från Golfströmmen, andra namn på VW-modeller är tagna från vindar (till exempel Passat och Scirocco).
I USA och Kanada kallades bilen Volkswagen Rabbit 1974–1984. Modellen var tekniskt sett identisk med de europeiska golfarna, men hade en utförligare standardutrustning samt strålkastare och stötfångare som uppfyllde de amerikanska säkerhetskraven. I USA och Kanada kallas Golf åter Rabbit sedan modellens nylansering år 2006.

## Modellgenerationer

### Golf typ I
- Typnummer 171: 2 dörrar, produktionsår 1974–1984
- Typnummer 173: 4 dörrar, produktionsår 1974–1984

Av Golf Typ I har producerats 6,8 miljoner bilar.

### Golf typ II
- Typnummer 191: 2 dörrar, med delad sidoruta, produktionsår 1984–1987
- Typnummer 193: 4 dörrar, med delad sidoruta, produktionsår 1984–1987
- Typnummer 1G1: 2/4 dörrar, produktionsår 1987–1992

Av Golf Typ II har producerats 6,4 miljoner bilar.

### Golf typ III
- Typnummer 1H1: 2 och 4 dörrar, produktionsår 1991–1997 (årsmodell 1992–1998)
- Typnummer 1H5: Kombi (Variant), produktionsår 1993–1999 (årsmodell 1994–1999)

Av Golf III har producerats 4,8 miljoner bilar.

#### Motoralternativ
| Modell  | Årsmodell | Motor                   | Cylindervolym | Effekt | Vridmoment | Bränslesystem      |
| ------- | --------- | ----------------------- | ------------- | ------ | ---------- | ------------------ |
| 1.4     | 1992–1995 | 4-cyl radmotor SOHC 8V  | 1 391 cm³     | 60 hk  | 107 Nm     | Bränsleinsprutning |
| 1.4     | 1996–1998 | 4-cyl radmotor SOHC 8V  | 1 390 cm³     | 60 hk  | 116 Nm     | Bränsleinsprutning |
| 1.6     | 1993–1994 | 4-cyl radmotor SOHC 8V  | 1 598 cm³     | 75 hk  | 126 Nm     | Bränsleinsprutning |
| 1.6     | 1994–1995 | 4-cyl radmotor SOHC 8V  | 1 598 cm³     | 75 hk  | 128 Nm     | Bränsleinsprutning |
| 1.6     | 1996–1997 | 4-cyl radmotor SOHC 8V  | 1 598 cm³     | 75 hk  | 135 Nm     | Bränsleinsprutning |
| 1.6     | 1995      | 4-cyl radmotor SOHC 8V  | 1 595 cm³     | 100 hk | 135 Nm     | Bränsleinsprutning |
| 1.6     | 1996–1999 | 4-cyl radmotor SOHC 8V  | 1 595 cm³     | 100 hk | 140 Nm     | Bränsleinsprutning |
| 1.8     | 1992–1999 | 4-cyl radmotor SOHC 8V  | 1 781 cm³     | 75 hk  | 140 Nm     | Bränsleinsprutning |
| 1.8     | 1992–1999 | 4-cyl radmotor SOHC 8V  | 1 781 cm³     | 90 hk  | 145 Nm     | Bränsleinsprutning |
| 2.0     | 1992–1999 | 4-cyl radmotor SOHC 8V  | 1 984 cm³     | 115 hk | 166 Nm     | Bränsleinsprutning |
| 2.0 GTI | 1993–1997 | 4-cyl radmotor DOHC 16V | 1 984 cm³     | 150 hk | 180 Nm     | Bränsleinsprutning |
| 2.8 VR6 | 1992–1997 | VR6-motor DOHC 12V      | 2 792 cm³     | 174 hk | 235 Nm     | Bränsleinsprutning |
| 2.9 VR6 | 1995–1997 | VR6-motor DOHC 12V      | 2 861 cm³     | 190 hk | 245 Nm     | Bränsleinsprutning |
| 1.9 D   | 1992–1999 | 4-cyl radmotor SOHC 8V  | 1 896 cm³     | 64 hk  | 124 Nm     | Diesel             |
| 1.9 SDI | 1996–1999 | 4-cyl radmotor SOHC 8V  | 1 896 cm³     | 64 hk  | 125 Nm     | Diesel             |
| 1.9 TD  | 1992–1997 | 4-cyl radmotor SOHC 8V  | 1 896 cm³     | 75 hk  | 150 Nm     | Turbodiesel        |
| 1.9 TDI | 1994–1999 | 4-cyl radmotor SOHC 8V  | 1 896 cm³     | 90 hk  | 202 Nm     | Turbodiesel        |
| 1.9 TDI | 1996–1999 | 4-cyl radmotor SOHC 8V  | 1 896 cm³     | 110 hk | 235 Nm     | Turbodiesel        |

### Golf typ IV
- Typnummer 1J1: 2 och 4 dörrar, produktionsår 1997–2003 (årsmodell 1998–2003)
- Typnummer 1J5: Kombi (Variant), produktionsår 1999–2006 (årsmodell 2000–2006)

Golf IV hade fram till 2006 tillverkats i 4,3 miljoner exemplar.

#### Motoralternativ
| Modell  | Årsmodell | Motor                   | Cylindervolym | Effekt | Vridmoment | Bränslesystem             |
| ------- | --------- | ----------------------- | ------------- | ------ | ---------- | ------------------------- |
| 1.4     | 1998–2006 | 4-cyl radmotor DOHC 16V | 1 390 cm³     | 75 hk  | 126 Nm     | Bränsleinsprutning        |
| 1.6     | 1998–2000 | 4-cyl radmotor SOHC 8V  | 1 595 cm³     | 100 hk | 145 Nm     | Bränsleinsprutning        |
| 1.6     | 2001–2006 | 4-cyl radmotor SOHC 8V  | 1 595 cm³     | 102 hk | 148 Nm     | Bränsleinsprutning        |
| 1.6     | 2001–2006 | 4-cyl radmotor DOHC 16V | 1 598 cm³     | 105 hk | 148 Nm     | Bränsleinsprutning        |
| 1.6 FSI | 2002–2006 | 4-cyl radmotor DOHC 16V | 1 598 cm³     | 110 hk | 155 Nm     | Bränsleinsprutning        |
| 1.8     | 1998–1999 | 4-cyl radmotor DOHC 20V | 1 781 cm³     | 125 hk | 170 Nm     | Bränsleinsprutning        |
| 1.8 T   | 1998–2006 | 4-cyl radmotor DOHC 20V | 1 781 cm³     | 150 hk | 210 Nm     | Bränsleinsprutning, turbo |
| 1.8 T   | 2002–2003 | 4-cyl radmotor DOHC 20V | 1 781 cm³     | 180 hk | 235 Nm     | Bränsleinsprutning, turbo |
| 2.0     | 2000–2001 | 4-cyl radmotor SOHC 8V  | 1 984 cm³     | 115 hk | 170 Nm     | Bränsleinsprutning        |
| 2.0     | 2002–2006 | 4-cyl radmotor SOHC 8V  | 1 984 cm³     | 115 hk | 172 Nm     | Bränsleinsprutning        |
| 2.3 VR5 | 1998–2000 | VR6-motor SOHC 10V      | 2 324 cm³     | 150 hk | 205 Nm     | Bränsleinsprutning        |
| 2.3 VR5 | 2001–2003 | VR6-motor DOHC 20V      | 2 324 cm³     | 170 hk | 220 Nm     | Bränsleinsprutning        |
| 2.8 V6  | 2000–2003 | V6-motor DOHC 24V       | 2 792 cm³     | 204 hk | 270 Nm     | Bränsleinsprutning        |
| 3.2 R32 | 2003–2004 | V6-motor DOHC 24V       | 3 189 cm³     | 241 hk | 320 Nm     | Bränsleinsprutning        |
| 1.9 SDI | 1998–2006 | 4-cyl radmotor SOHC 8V  | 1 896 cm³     | 68 hk  | 133 Nm     | Diesel                    |
| 1.9 TDI | 1998–2001 | 4-cyl radmotor SOHC 8V  | 1 896 cm³     | 90 hk  | 210 Nm     | Turbodiesel               |
| 1.9 TDI | 2001–2006 | 4-cyl radmotor SOHC 8V  | 1 896 cm³     | 100 hk | 240 Nm     | Turbodiesel               |
| 1.9 TDI | 1998–2001 | 4-cyl radmotor SOHC 8V  | 1 896 cm³     | 110 hk | 235 Nm     | Turbodiesel               |
| 1.9 TDI | 1999–2001 | 4-cyl radmotor SOHC 8V  | 1 896 cm³     | 115 hk | 285*2 Nm   | Turbodiesel               |
| 1.9 TDI | 2002–2006 | 4-cyl radmotor SOHC 8V  | 1 896 cm³     | 130 hk | 310 Nm     | Turbodiesel               |
| 1.9 TDI | 2001–2003 | 4-cyl radmotor SOHC 8V  | 1 896 cm³     | 150 hk | 320 Nm     | Turbodiesel               |

*2 För 6-växlad manuell eller automatväxellåda 310 Nm.

### Golf typ V
- Typnummer 1K1: 2/4 dörrar, produktionsår 2003–
- Typnummer 1K5  Golf Variant, produktionsår 2007–

#### Motoralternativ
| Modell             | Årsmodell | Motor                    | Cylindervolym | Effekt | Vridmoment | Bränslesystem                        |
| ------------------ | --------- | ------------------------ | ------------- | ------ | ---------- | ------------------------------------ |
| 1.4                | 2004–2006 | 4-cyl radmotor DOHC 16V  | 1 390 cm³     | 75 hk  | 126 Nm     | Bränsleinsprutning                   |
| 1.4                | 2007–2008 | 4-cyl radmotor DOHC 16V  | 1 390 cm³     | 80 hk  | 132 Nm     | Bränsleinsprutning                   |
| 1.4 FSI            | 2004–2005 | 4-cyl radmotor DOHC 16V  | 1 390 cm³     | 90 hk  | 130 Nm     | Direktinsprutning                    |
| 1.4 TSI            | 2007–2008 | 4-cyl radmotor DOHC 16V  | 1 390 cm³     | 122 hk | 200 Nm     | Direktinsprutning, turbo             |
| 1.4 TSI            | 2006–2008 | 4-cyl radmotor DOHC 16V  | 1 390 cm³     | 140 hk | 220 Nm     | Direktinsprutning, turbo, kompressor |
| 1.4 TSI            | 2006–2008 | 4-cyl radmotor DOHC 16V  | 1 390 cm³     | 170 hk | 240 Nm     | Direktinsprutning, turbo, kompressor |
| 1.6                | 2004–2008 | 4-cyl radmotor SOHC 8V   | 1 595 cm³     | 102 hk | 148 Nm     | Bränsleinsprutning                   |
| 1.6 FSI            | 2004–2006 | 4-cyl radmotor DOHC 16V  | 1 598 cm³     | 115 hk | 155 Nm     | Direktinsprutning                    |
| 2.0 FSI            | 2004–2005 | 4-cyl radmotor DOHC 16V  | 1 984 cm³     | 150 hk | 200 Nm     | Direktinsprutning                    |
| 2.0 GTI            | 2005–2008 | 4-cyl radmotor DOHC 16V  | 1 984 cm³     | 200 hk | 280 Nm     | Direktinsprutning, turbo             |
| 2.0 GTI Edition 30 | 2007–2008 | 4-cyl radmotor DOHC 16V  | 1 984 cm³     | 230 hk | 300 Nm     | Direktinsprutning, turbo             |
| 3.2 R32            | 2005–2008 | V6-motor DOHC 24V        | 3 189 cm³     | 250 hk | 320 Nm     | Direktinsprutning                    |
| 1.9 TDI            | 2005–2008 | 4-cyl radmotor SOHC 8V   | 1 896 cm³     | 90 hk  | 210 Nm     | Turbodiesel                          |
| 1.9 TDI            | 2004–2008 | 4-cyl radmotor SOHC 8V   | 1 896 cm³     | 105 hk | 250 Nm     | Turbodiesel                          |
| 2.0 SDI            | 2005–2008 | 4-cyl radmotor SOHC 8V   | 1 968 cm³     | 75 hk  | 140 Nm     | Dieselmotor                          |
| 2.0 TDI            | 2004–2008 | 4-cyl radmotor DOHC 16V* | 1 968 cm³     | 140 hk | 320 Nm     | Turbodiesel                          |
| 2.0 TDI            | 2007–2008 | 4-cyl radmotor DOHC 16V  | 1 968 cm³     | 170 hk | 350 Nm     | Turbodiesel                          |

* Bilar med partikelfilter: SOHC 8V

### Golf typ VI
- Lansering skedde 2008.

#### Motoralternativ
| Modell             | Årsmodell | Motor                   | Cylindervolym | Effekt  | Vridmoment | Bränslesystem                        |
| ------------------ | --------- | ----------------------- | ------------- | ------- | ---------- | ------------------------------------ |
| 1.4¹               | 2009–     | 4-cyl radmotor DOHC 16V | 1 390 cm³     | 80 hk   | 132 Nm     | Bränsleinsprutning                   |
| 1.2 TSI¹           |           | 4-cyl radmotor SOHC 16V | 1 197 cm³     | 105 hk  | 175 Nm     | Direktinsprutning, turbo             |
| 1.4 TSI            | 2009–     | 4-cyl radmotor DOHC 16V | 1 390 cm³     | 122 hk  | 200 Nm     | Direktinsprutning, turbo             |
| 1.4 TSI            | 2009–     | 4-cyl radmotor DOHC 16V | 1 390 cm³     | 160 hk  | 240 Nm     | Direktinsprutning, turbo, kompressor |
| 1.6                | 2009–     | 4-cyl radmotor SOHC 8V  | 1 595 cm³     | 102 hk  | 148 Nm     | Bränsleinsprutning, etanol           |
| BiFuel¹            |           | 4-cyl radmotor SOHC 8V  | 1 595 cm³     | 102² hk | 148² Nm    | Bränsleinsprutning, gas              |
| TSI160³            | 2009      | 4-cyl radmotor DOHC 16V | 1 781 cm³     | 160 hk  | 250 Nm     | Direktinsprutning, turbo             |
| R                  | 2010–     | 4-cyl radmotor DOHC 16V | 1 984 cm³     | 270 hk  | 350 Nm     | Direktinsprutning, turbo             |
| 2.0 GTI            | 2010–     | 4-cyl radmotor DOHC 16V | 1 984 cm³     | 211 hk  | 280 Nm     | Direktinsprutning, turbo             |
| 2.0 GTI Edition 35 | 2012–     | 4-cyl radmotor DOHC 16V | 1 984 cm³     | 235 hk  | 300 Nm     | Direktinsprutning, turbo             |
| 1.6 TDI            | 2010–     | 4-cyl radmotor DOHC 16V | 1 598 cm³     | 105 hk  | 250 Nm     | Turbodiesel                          |
| 2.0 TDI            | 2009      | 4-cyl radmotor DOHC 16V | 1 968 cm³     | 110 hk  | 250 Nm     | Turbodiesel                          |
| 2.0 TDI            | 2009–     | 4-cyl radmotor DOHC 16V | 1 968 cm³     | 140 hk  | 320 Nm     | Turbodiesel                          |
| 2.0 GTD            | 2010–     | 4-cyl radmotor DOHC 16V | 1 968 cm³     | 170 hk  | 350 Nm     | Turbodiesel                          |

¹Ej för närvarande i Sverige.

²BiFuel ger 102 hk och 148 Nm på bensin men 98 hk och 144 Nm vid gasdrift.

³TSI160 med 1,8-liters motor togs in i Sverige och såldes som Wolfsburg Edition. Denna modell har aldrig funnits i de vanliga prislistorna.

### Golf Cabriolet

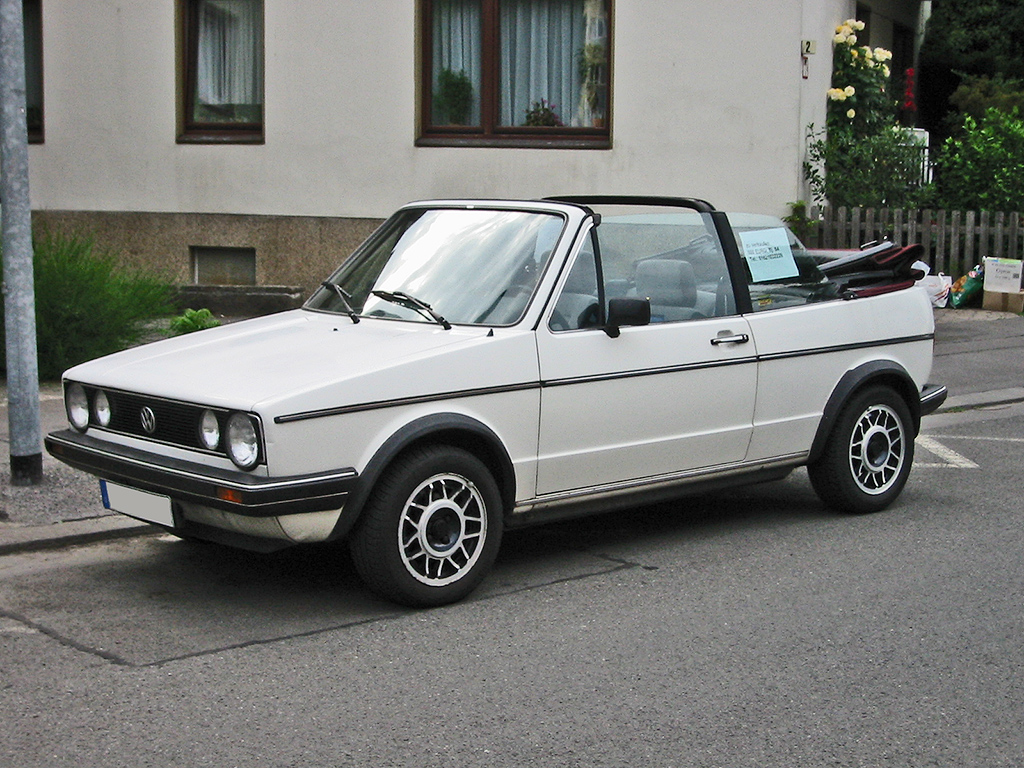
VW Golf I Cabriolet.

- Typnummer 155: Golf I Cabriolet, produktionsår 1979–1993
- Typnummer 1E7: Golf III Cabriolet, produktionsår 1993–2001

### Golf Variant

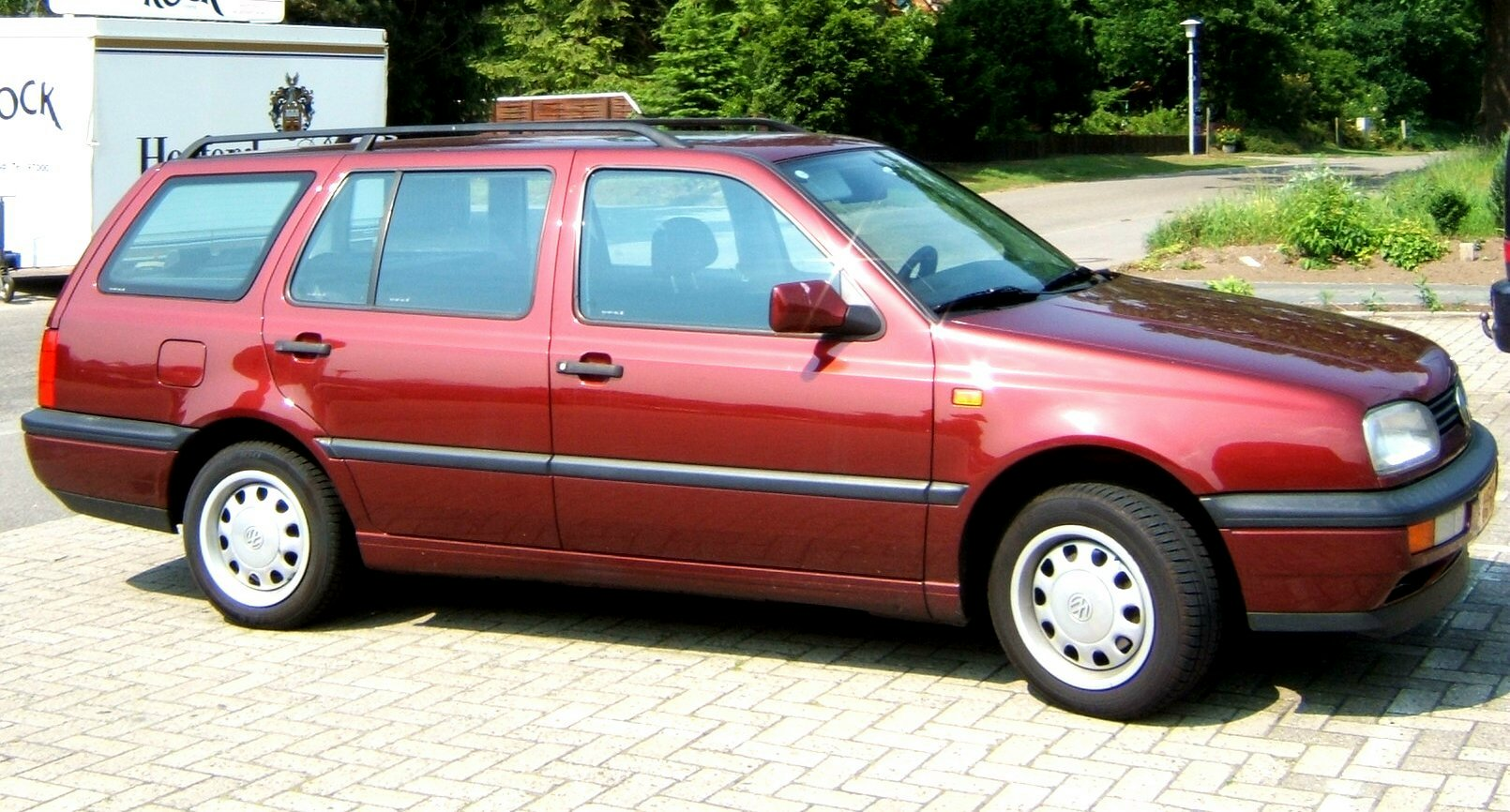
VW Golf III Variant.

- Typnummer 1H5: Golf III Variant, årsmodeller 1993–1998
- Typnummer 1J5: Golf IV Variant, årsmodeller 2000–2006
- Typnummer 1K5: Golf V Variant, årsmodeller 2008–2009

### "Först med"
Golf var först med följande i sin klass:
- GTI-modeller.[källa behövs]
- 4-ventilsteknik (16V).[källa behövs]
- G-lader (kompressor).[källa behövs]
- Direktinsprutad turbodiesel.[källa behövs]

## Tidslinje
1969. Första prototypen, EA-276.

### Golf typ l
1974. Bilen ritades av Giorgetto Giugiaro på Italdesign och premiärvisades i München juli 1974 som en efterföljare till Bubblan. Golfen hade samma axelavstånd, 2400 mm. Tillgängliga motorer var på 1,1 l och 1,5 l. Bilen hade trumbromsar runt om. I oktober 1974 blev automatväxellåda tillgänglig med 1,5 liter och 70 hk.
1975. Bilen fick större motor, 1,6 l och 75 hk. Februari 1975, steglöst reglerbara ryggstöd. April 1975, skivbromsar fram, eluppvärmd bakruta. September 1975, 1,5 l-motor utgick och ersattes av 1,6 l. Visning av 1,6 l. 110 hk-motor avsedd för framtida GTI. Vändradie minskades från 10,5 m till mindra än 10,3 m. Bättre ventilation av framdörrarna.
1976. Mars 1976, mindre än två år från start lämnade den 500 000:e Golfen fabriken. I juni kom Golf GTI med en 110 hk motor. I augusti följde rullbälten och nackstöd samt värmefläkt med tre hastigheter. Den internationella lanseringen av Golf med dieselmotor skedde i Stockholm. Oktober: Golf nummer 1 miljon lämnade fabriken.
1977. Augusti: nytt är svarta dörrhandtag. 1,5-litersmotorn utgick.
1978. Juni: Golf nummer 2 miljoner lämnade fabriken. Golflansering i USA och Kanada med namnet Rabbit (kanin). Tillverkning skedde i New Stanton. Juni 1978: Golf nummer 2 miljoner blev producerad. Augusti 1978: plastklädda stötfångare. 
1979. Mars: pressvisning av Golf Cabriolet, som tillverkades av Karmann. Ursprungligen levererades modellen med en 1,5 l-motor på 70 hk, senare kom en 1,6 l-motor på 75 hk. Golf fick bättre hålrumskonservering och bättre rostskydd, nu med vagnskadegaranti (rostskyddsgaranti), i Sverige. Ny motor i juni, 1,3 l och  60 hk.

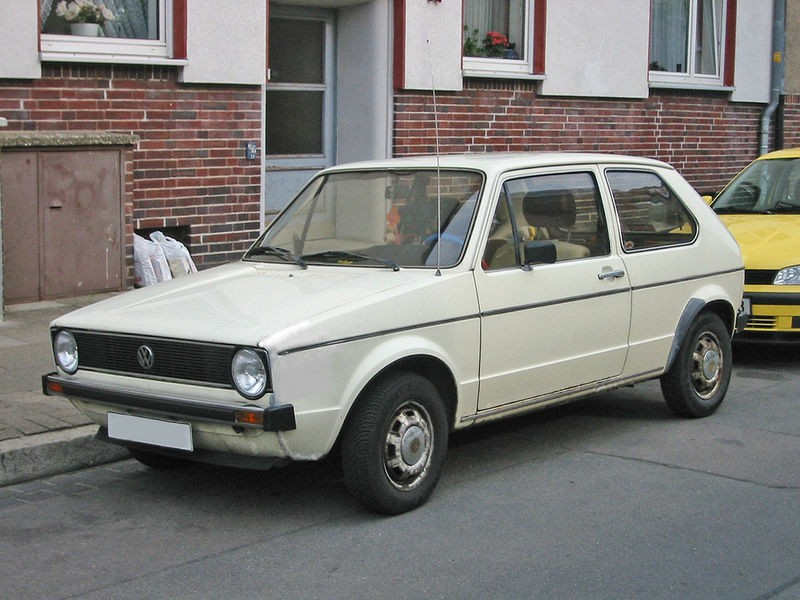
Volkswagen Golf Typ 1.

 Juli: Förbättrat styvare chassi. Ansiktslyftning, bilen fick stötfångare i plast. Rullbälten bak och midjebälte i mitten. September: Golf nummer 3 miljoner tillverkades.
1980. Januari 1980, GTI fick 4+E växellåda, tillval på övriga modeller. 4+E innebar en "lång" 5:e växel. Bilen fick större bakljus och modernare instrumentbräda m.m. Varvräknare och digitalklocka till GL, GLS och GTI samt motortemperaturmätare till alla modeller. Elektronisk transistortändning till alla motorer, med Hall-givare, fördel med detta är att tändinställningen inte förändras med körda kilometer (inga brytarspetsar). I november rullade Golf nummer 4 miljoner ut ur fabriken.
1982. Februari: Golf nummer 5 miljoner rullade av bandet. Golf GTI levererades även med 4 dörrar. Dieselbilar kunde erhållas med automatväxellåda. Pressvisning av Golf GTD i mars. Produktion av Golf Caddy startade i Sarajevo. Augusti: visning av Golf GTI med 1,8 liters motor och 112 hk. Första turbodiesel med 1,6 l och 70 hk. Motorn med 1,3 l 60 hk utgick.
1983. Mars: specialmodeller LX och TX framvisades. Juli: den gula kontrollampan för helljus utgick och ersattes med en blå. Augusti: Golf nummer 6 miljoner rullade av fabriksbandet.
1984. Sista årsmodellen för Golf l. (Fotnot Golf l **sista modellen tillverkades enbart i färgerna alpinVit, ailvermetallic och röd samt enbart 4 vx och 2 dörrars version i Sverige bl.a., dock med den nya Golf ll uppdaterade motor fr 1588cc till  1595 cc för 1,6 GL versionen, som Golf ll Togs aldrig modell GL in för att hålla nere priset fanns endast att tillgå Golf C, CL, GT, GTD och GTI som är baserad på C-versionen inredningsmässigt **)
'Antal Golf I: typ Golf 6 249 960, typ Cabriolet 388 593, Caddy 203 390, totalt 6 841 943 stycken.
- - fotnot Tommy Malmgren Bläsing Golf Typ 1 1984

### Golf typ II
1983. Helt ny version, Golf II, visades för pressen i München.

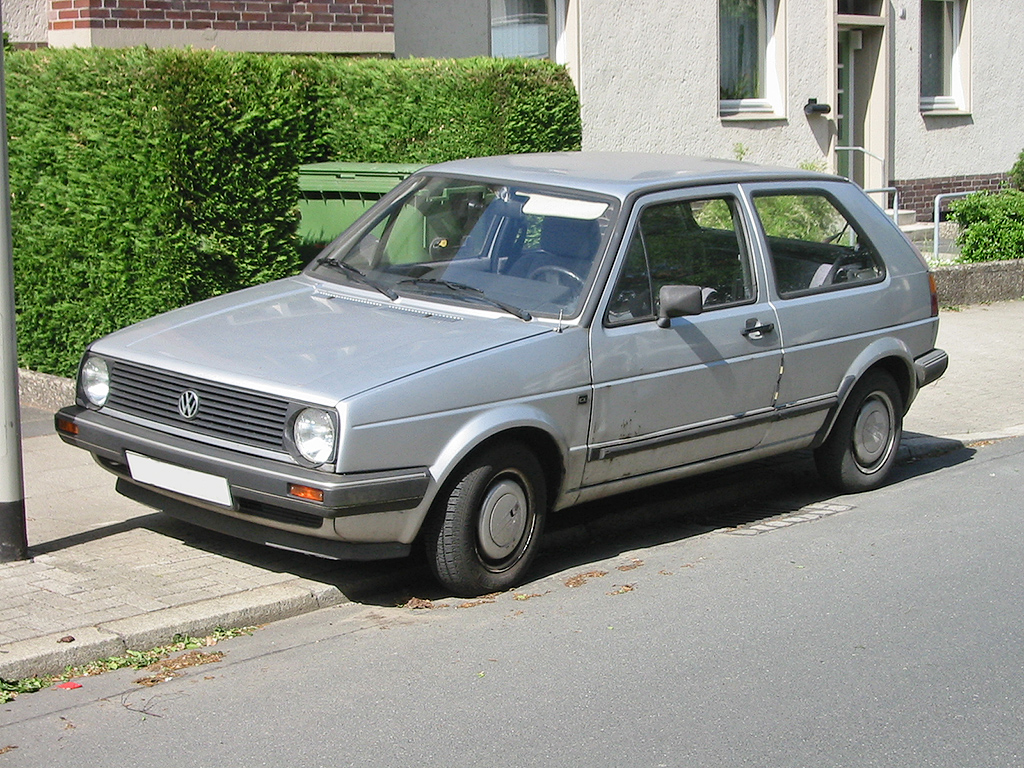
Volkswagen Golf Typ II 1984–1992

1984. Januari: Golf ll började tillverkas. Golf GTI med 112 hk/82 kW. Augusti: första Golf GTI med katalysator. September: brytare till multifunktionsinstrument placerad på vindrutetorkaromkopplare.
1985. Mars rullade Golf nummer 7 miljoner av bandet i fabriken. Augusti: hydrauliska ventillyftare=automatisk ventiljustering, vilket ger ett enklare och billigare underhåll av bilen. September: Golf GTI kylargrill med stålkastare, dubbelt avgasändrör och sidoskyddslister.
Golf II i US-utförande, största utvändiga skillnader från andra modeller är fyrkantiga strålkastare på årsmodeller 1985/86/87/88. Bilen byggdes i USA-fabriken i Pennsylvania till den stängdes i juli 1988. Efter detta datum blev alla US-Golfar tillverkade i Mexiko.
1986. I mars visades den nya Golf GTI med 16 ventilers motor och 140 hk. Golf med permanent fyrhjulsdrift (syncro). Internationell pressvisning i Borlänge. Kenneth Eriksson vann världsmästerskapet i rally klass A med en fabriksbil.
1987. ABS-bromsar kunde erhållas på alla "sportiga" modeller från och med februari. Mars: motorer med 107 respektive 112 hk utrustades med insprutningssystemet Digifant. Från mars levererades alla Golf med katalysator. Facelift i augusti, bland annat ny kylargrill. Trekantsfönster på framdörrar försvann, nya yttre backspeglar, nya skyddslister, optimerad inre miljö, nya rattar och säten.
1988. Presentation av Rally Golf i januari. Kompressordriven G-60 motor 1,8 l med 160 hk. Bilen fick ett helt nytt frontparti, med andra stålkastare. Hjulhusen utbyggda och starkare markerade, ett mer sportigt optimerat chassi.
Bilen tillverkades i Bryssel, av 5 000 tillverkade bilar gick 2 000 till BRD och 3 000 för export. I juni färdigställdes Golf nummer 10 miljoner. Den 14 juli stängdes VW-fabriken i USA och tillverkningen flyttades till Mexiko.
1989. I juni byggdes 70 stycken VW Golf G 60 Limited med 210 hk och 16V-motor. Bilen hade kraftigt utbyggda trösklar och skärmkanter och extra kylaröppning i stötfångaren. 

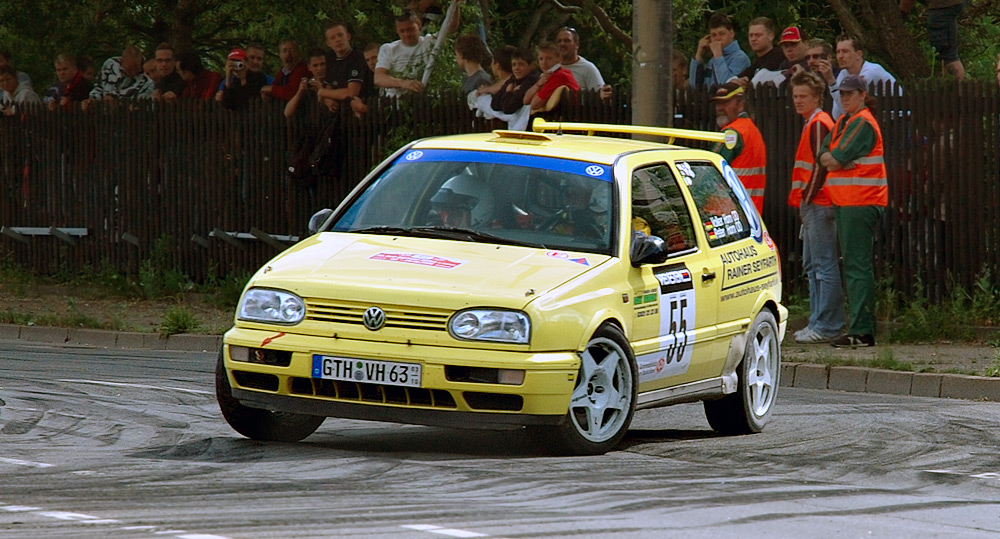
Volkswagen Rally typ 3

 April: ändring av hydraulsystemet, skulle nu fyllas med G 002000, en speciell hydraulolja för styrning, vanlig ATF-olja fick ej mer användas. Augusti: i och med införande av laddluftkylare höjdes effekten på Golf turbodiesel med 1,6 l motor till 80 hk. Mot tillägg kunde eluppvärmda vindrutespolarmunstycken erhållas. I augusti infördes nya stötfångare fram och bak på GL- och GTI-modellerna. Golf nummer 11 miljoner kom ut i oktober. Från november levererades också dieselbilar med katalysator. December visades den första modellen av Golf G60, 1,8 l 160 hk, med beräknad utleverans i april 1990.
1990. Fabriken startade tillverkning av Golf Country i januari. Bilen är en förhöjd upplaga (50 mm) av Golf med permanent fyrhjulsdrift med viscokoppling att använda på sämre vägar och i lätt terräng. Golf Country blev ingen försäljningsframgång.

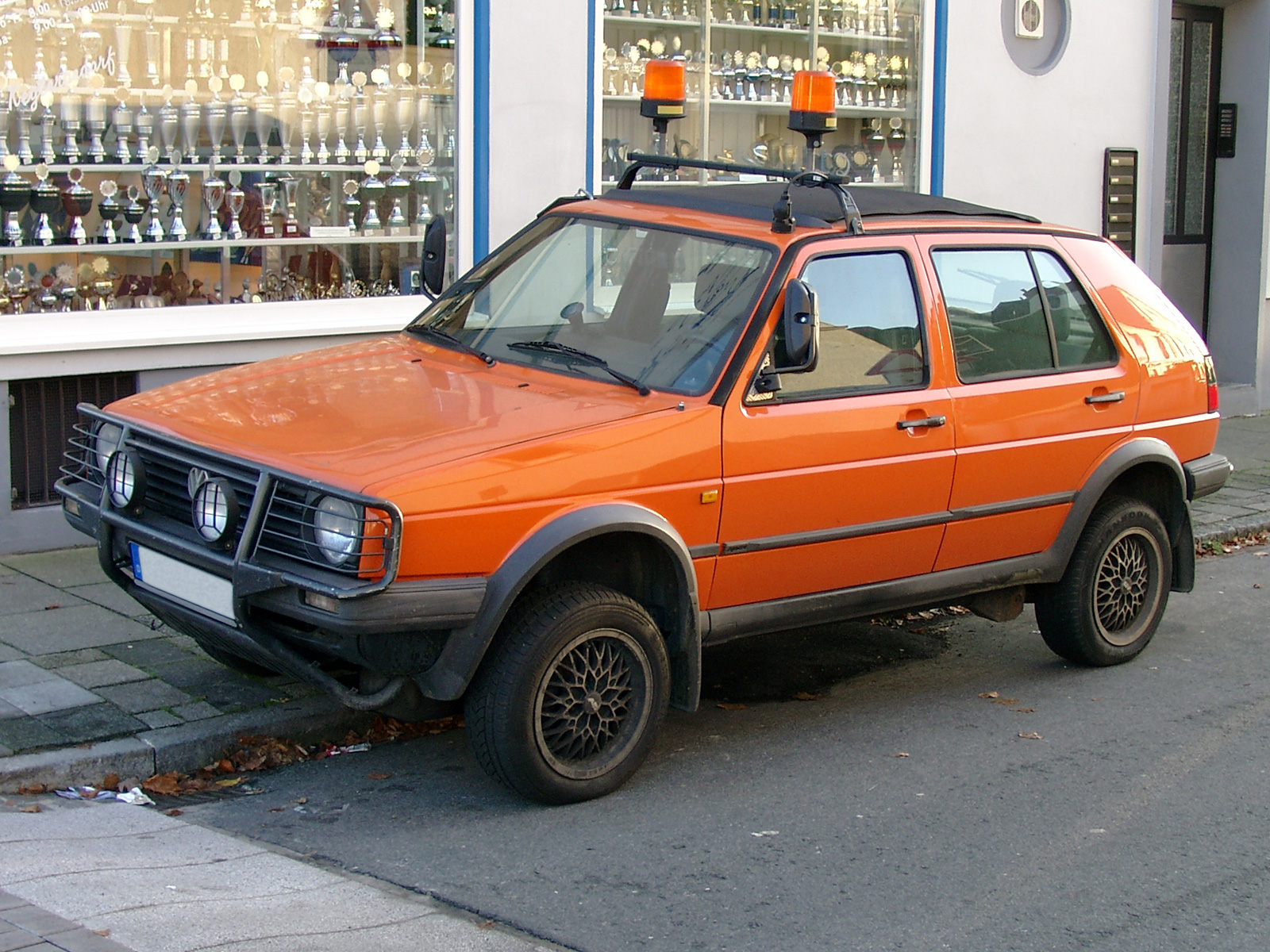
Golf Country

 November: Dubbeljubileum; Golf nummer 12 miljoner, Golf GTI nummer 1 miljon.
1991. Från februari levererades Golf GTI G60 också med syncro. Tillverkning startade i mars i Mosel/Zwickau i östra Tyskland. I maj levererades de första Golf CitySTROMER till Stockholm, Göteborg och Linköping, ett storförsök med elbilar. Totalt tillverkades 120 bilar.
1992. Sista årsmodellen för Golf ll.

### Golf typ III
1991. Oktober: Golf III premiärvisades i München. En helt ny kaross.

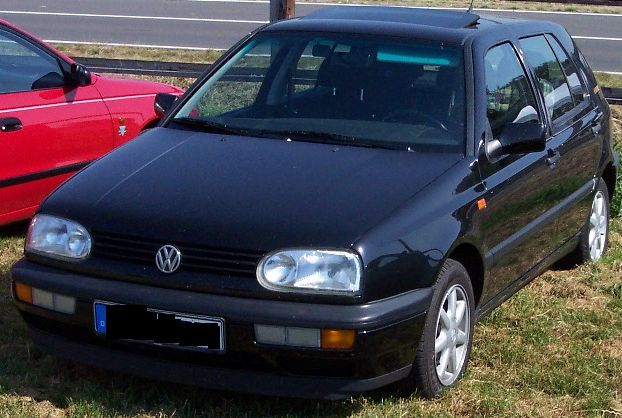
Volkswagen Golf Typ 3

Golf III i US-varianter tillverkades i Mexiko, endast som GL, GTI och GTI VR6. Synliga skillnader från andra modeller är främst kraftigare stötfångare. I november kom Golf VR6, den första serietillverkade bilen i klassen med 6-cylindrig motor. Motorn har en effekt på 128 kW/174 hk och cylindervolym på 2,8 liter. Motorn är av V-typ med en cylindervinkel på 15°, men den har bara ett topplock.
1992. Golf nummer 13 miljoner rullade av bandet i februari. Volksvagen Golf vann utmärkelsen Årets bil i Europa. Nu kunde bilen levereras med airbags.
1993. I juni lanserades Golf TDI, med en helt ny direktinsprutad turbodiesel med 90 hk. I januari premiärvisades GTI 16V och i augusti lanserades en ny cabrioletversion. I mars producerades Golf nummer 14 miljoner. För första gången kunde Golf erhållas i combiutförande, i september presenterades nya Golf Variant, och en ny bränslesnål experimentmodell, Golf Ecomatic.

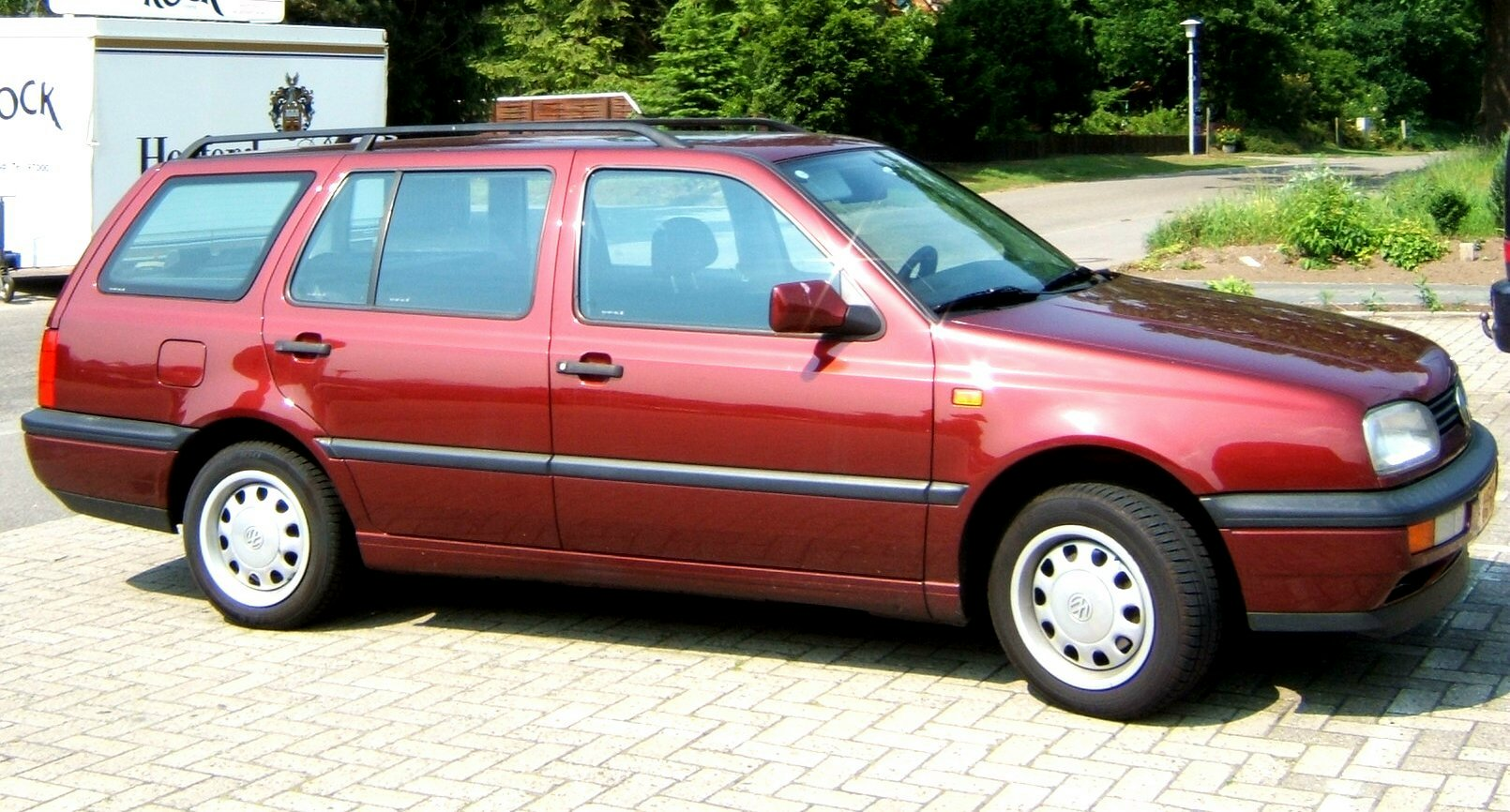
Golf 3 Variant (kombi)

1994. Januari: elektronisk startspärr blev seriemässig. Maj: på 20 år har Volkswagenwerk tillverkat 15 miljoner Golf. Augusti: ljusvarnarsummer och varvräknare kom som standard.
1995. Augusti: airbags standard i alla bilar. Stötfångare hellackerade i bilens färg. (Alla plastdelar lackade = återvunnen plast). Golf SDI presenterades i september, med en direktinsprutad sugdieselmotor med effekten 64 hk, marknadens snålaste i klassen.
1996. April: GTI jubilerade 20 år. Från och med september levererades alla Golf seriemässigt med ABS. Sidoairbags kunde erhållas mot tillägg. Namnen på utrustningspaketen, CL, GL och så vidare utgick från och med maj 1996 på grund av den kommande typ IV-modellen som fick nya namn, Bas, Trendline, Comfortline och Highline. Nya motorer: 1,6 l med effekt 101 hk och 1,9 TDI med effekt 110 hk.
1996. I november rullade Golf nummer 17 miljoner av bandet.
1997. December 1997, produktionen av Golf III Limousine, upphörde i Wolfsburg . Sista årsmodellen -98, för Golf III Variant, produktionen flyttades till Karman i Osnabrück.
1999. Produktionen av Golf III Variant hos Karmann upphörde under året.

### Golf typ IV

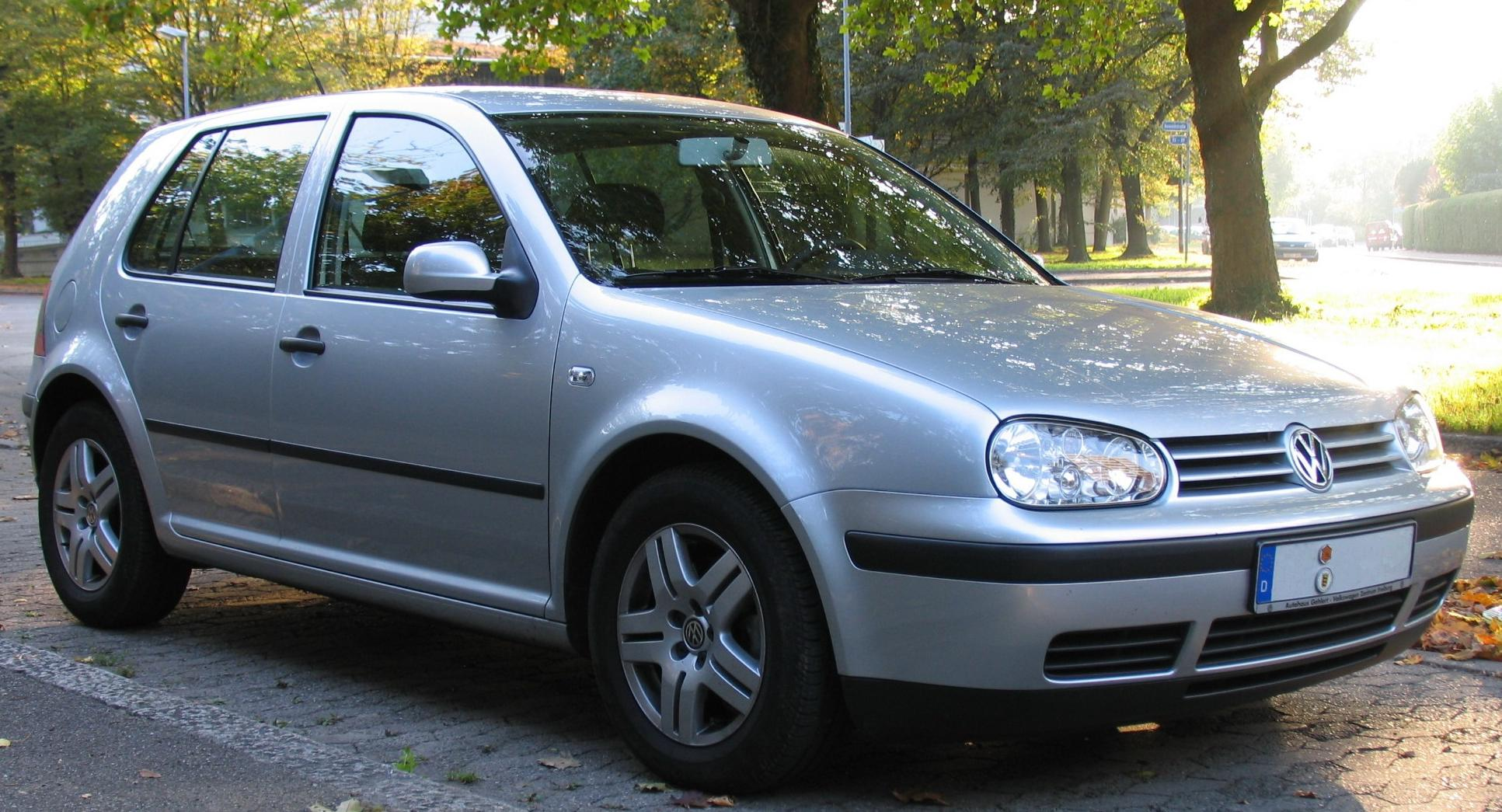
Volkswagen Golf typ 4

1997. I augusti presenterades Golf IV, vid en pressvisning i Bonn, med en helt ny kaross. Karossen är helförzinkad. Dessutom har nya svetsmetoder använts, vilket gör karossen mer vridstyv. Första visning för allmänheten skedde på bilutställningen IAA i Frankfurt i september.
1998. En "ny" Golf Cabriolet kom ut i mars. Den är byggd på Golf III, men har fått fronten från Golf IV. Man använde även flera andra konstruktionselement från Golf IV. Golf IV med (4Motion) Haldexkoppling kom ut i juli vilket ökade marginalerna till hjulspinn och sladd vid både gaspådrag och motorbromsning. Sensorer registrerar varje hjul och känner omedelbart vilket av däcken som kräver mest grepp. Kraften förs vidare till respektive hjul inom bråkdelen av en sekund utan att föraren behöver bekymra sig, ombesörjer att varje hjul får exakt den mängd drivkraft som det behöver oavsett om man kör på is, snö, våta höstlöv eller grus. Perfekt för att köra släp. När alla fyra hjulen jobbar blir dragförmågan mycket större.
1999. Ny dieselmotor kom ut i april. Motorn var av Pumpe-Düse-princip, 1,9 l med 115 hk, levererades tillsammans med 6-växlad låda. Förlängda serviceintervaller infördes i juni. En ny Golf Variant blev visad i augusti. Nytt jubileum, 19 miljoner bilar tillverkade av Golf-modellen. Från och med september 1999 var ESP seriestandard för alla modeller, tidigare var det tillval. Motorn med 1,8 l 125 hk utgick ur produktion i april. Redan i september rullade Golf nummer 20 miljoner ut ur fabriken.
2000. Nya motorer: 1,6 16V 105 hk, 2,3 20v. V5 170 hk, 1,9 TDI 101 hk och 1,9 TDI 150 hk.
2001. Från maj levererades bromsassistent (nödbromshjälp) seriemässigt. Ny dieselmotor, 1,9 TDI och 130 hk. Alla motorer levererades med Longlife-Service. Produktionsstopp av Golf Cabrio i november.
2002. I november hölls visning av Volkswagen Golf Variant BiFuel, en modell som kan köras på bensin eller gas. Bilen levererades endast i Variant-utförande på grund av platsbehovet av gastankar. Som bensinbil rymmer standardtanken 55 liter, gastankarna rymmer 73 liter gas, och med detta kan man uppnå en räckvidd på cirka 900 km. Alternativt drivmedel styrs med en knapp i bilen. Golf nummer 21 miljoner rullade ut ur fabriken. Motorn är på 2,0 l och har en effekt av 85 kW/115 hk med bensin och 75 kW/102 hk vid gasdrift. Förändringar jämfört med grundmodellen var dels ett elektroniskt styrt sekventiellt insprutningssystem som garanterar att motorn uppfyller avgasvärdena med respektive bränsle. Instrumentpanelen har separata bränslemätare för bensin och gas.
2003. Golf 4 R32, en ny super-Golf, med V6-motor på 241 hk. Motorn har variabla kamaxeltider på insugssidan, och variabelt insugningsrör. Bilen var utrustad med 4motion med Haldexkoppling. Från mitten av 2003 kunde bilen erhållas med DSG-växellåda av ny typ, 6 växlar fullautomat. Toppfart 247 km/h, 0 till 100 km/h på 6,6 s. Totalt producerades cirka 14 000 bilar av modellen.
2004. Golf R32 levererades till USA och var därmed den första 4-hjulsdrivna Golfen i USA. Modellen såldes inte i Kanada.

### Golf typ V
2003. Pressvisning av Golf V skedde i Wolfsburg den 25 augusti. I september skedde premiären på bilutställningen IAA i Frankfurt. Produktion av modellen skedde Wolfsburg, Mosel och Brüssel.
2004. Nya Golf GTI med 200 hästkrafters turbomotor visades officiellt som färdig bil på bilsalongen i Paris 25 sept till 1 oktober. Till Sverige kom Golf GTI strax efter årsskiftet. Nya Golf GTI hade en 2,0 liters FSI-motor med turbo på 147 kW / 200 hk. Motorn i kombination med den standardmonterade sexväxlade växellådan gav en acceleration till 100 km/tim på 7,2 s. Toppfarten var 235 km/tim. Trots den effektstarka motorn var förbrukningen vid blandad körning måttliga 8 L/100 km. Tillvalsutrustad med Volkswagens innovativa DSG-låda var Golf GTI snabbare och kapade accelerationstiden från 0 till 100 med tre hundradelar till 6,9 sekunder. En viktig detalj med DSG-Lådan var att den hade en funktion som kallas för "launch control", vilket innebar att accelerationstiden 0–100 förkortades ytterligare med 0,4 s (0–100 på 6,5 s). Launch Controlen utnyttjas genom att man vid rödljuset drar ner växelspaken till läge S (sportläge), stänger av ESP systemet samt att man bromsar med vänsterfoten samtidigt som man trycker gasen i max läge. Så fort rödljuset blir grönt släpper man på bromspedalen. Detta leder till att man får en maximal perfektion på acceleration från stillastående. I november blev Golf nummer 23 miljoner producerad sedan starten 1974. En kuriosadetalj är att årsmodell 2005 på "ströljusskyddet" i strålkastaren har en präglad VW-logo.

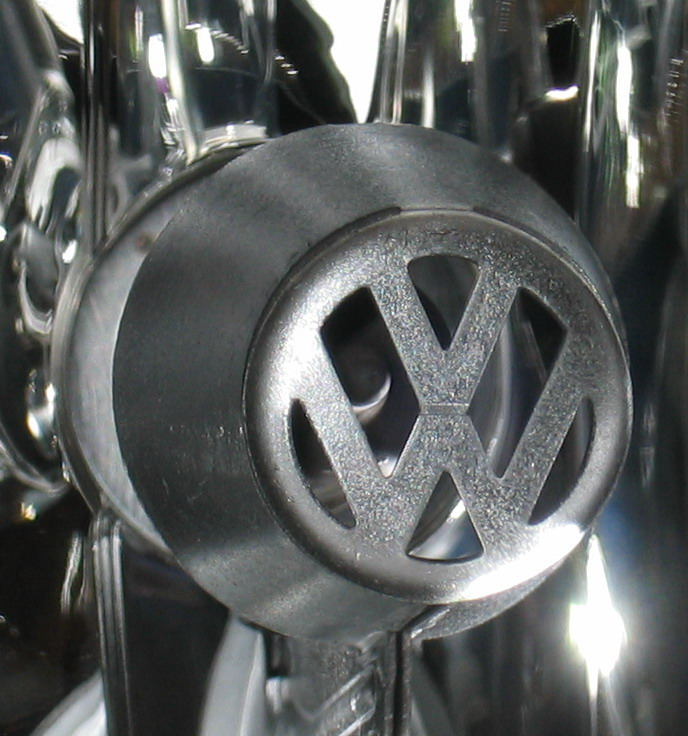
Ströljusskydd inne i strålkastaren på Golf Typ V

2007. R32, 3,2 l. V-6 motor 250 hk. Toppfart spärrad vid 250 km/t. Samma typ av fartspärr fanns på andra tyska bilar (förutom Porsche). VW Golf nummer 25 miljoner lämnade fabrikerna under mars.

### Golf typ VI
2008 skedde lanseringen av sjätte generationens Volkswagen Golf. Det hade förekommit uppgifter (och även bilder) om att den nya modellen skulle få djärvare former. I september presenterades den nya modellen och media fick möjlighet att provköra på Island. Den nya modellen fick uppdaterade karosslinjer som visar tydliga släktdrag med Volkswagen Touareg. Gti-modellen hade nu 210 hk, modellen R ersatte R32. 

### Golf typ VII
2012 lanserades den nya modellen Golf typ VII.

## Volkswagen Citi Golf

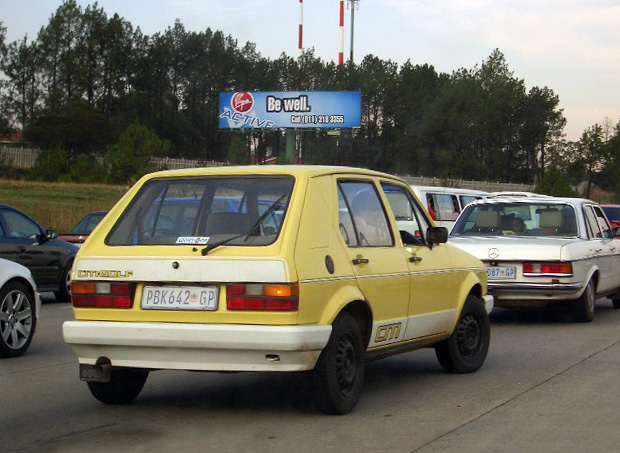
Citi Golf, 4dörrar

Volkswagen Citi Golf är en Golf-modell byggd i Sydafrika som baseras på Golf Typ 1, med vissa element från Golf Typ 2. Alla Citi Golf är högerstyrda. Bilmodellen levererades endast med 4 dörrar. Motorn saknade katalysator. Av sydafrikanska klimatskäl är luftkonditionering standard. Servostyrning saknades. Det fanns flera motorvarianter. Produktionen upphörde i november 2009.

### Citi Golf 1.6i (fabriksuppgifter 2007)
- Motor: R4 / 1 595 cm³ / bensin
- Motorstyrka: 105 hk/74 kW  5 500 rpm
- Max vridmoment: 140 Nm vid 4 000 rpm
- Acceleration 0–100 km/h: 9,3 s.
- Toppfart: cirka 180 km/h
- Längd / bredd / höjd (mm): 3 815 / 1 610 / 1 370
- Hjulbas: 2 400 mm
- Bränsleförbrukning blandad körning: 10,1 liter/100 km